# 5083 Irinara
5083 Irinara (1977 EV) là một tiểu hành tinh vành đai chính được phát hiện ngày 13 tháng 3 năm 1977 bởi Chernykh, N. S. ở Nauchnyj.